# Klaas Carel Faber

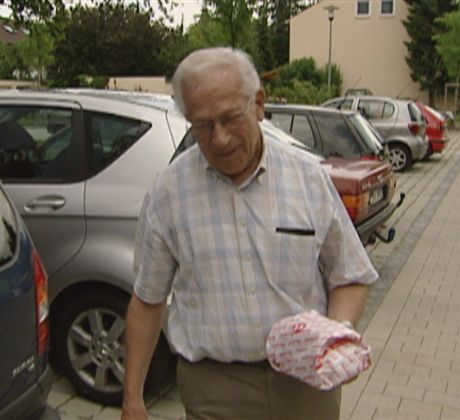
Klaas Carel Faber

Klaas Carel Faber (* 20. Januar 1922 in Haarlem, Niederlande; † 24. Mai 2012 in Ingolstadt) war ein niederländisches Mitglied der Waffen-SS und in Deutschland lebender Kriegsverbrecher.

## Zweiter Weltkrieg
Faber meldete sich 1940 während der deutschen Besetzung der Niederlande im Zweiten Weltkrieg wie sein Bruder Pieter Johan zur Niederländischen SS. Dort bewachte er Gefangene, unter anderem im Durchgangslager Westerbork, das 1944 auch Anne Frank mit ihrer Familie passieren musste. Er war an der Tötung von Gefangenen beteiligt. Außerdem soll er im Rahmen des Sonderkommandos Silbertanne an der Ermordung mutmaßlicher niederländischer Widerstandskämpfer mitgewirkt haben.

## Strafverfolgung
In den Niederlanden wurde er am 9. Juni 1947 zunächst wegen Ermordung von 22 Gefangenen wie sein Bruder zum Tode verurteilt. Während man 1948 dessen Urteil vollstreckte, wurde das Strafmaß von Klaas Carel Faber am 14. Januar 1948 zu lebenslanger Freiheitsstrafe reduziert. Seine niederländische Staatsangehörigkeit hatte er zudem nach niederländischem Recht wegen seiner SS-Mitgliedschaft verloren.
Weihnachten 1952 floh er gemeinsam mit den Kriegsverbrechern Willem Polak (1915–1993), Herbertus Bikker (1915–2008), Antoine Touseul (1921–1991), Sander Borgers (1917–1985), Willem van der Neut (1919–1983) und Jacob de Jonge aus dem „Kuppelgefängnis“ von Breda (Niederlande) und setzte sich mit Hilfe eines bundesdeutschen Polizisten und ehemaligen Kriegskameraden über die Grenze in die Bundesrepublik Deutschland ab. Dort lehnte man wiederholt die Auslieferung ab, da er als SS-Freiwilliger aufgrund eines Erlasses von 1943 als deutscher Staatsangehöriger galt und Deutsche nach damaligem Recht nicht ausgeliefert werden konnten.
Das Landgericht Düsseldorf lehnte 1957 die Aufnahme eines Hauptverfahrens gegen Faber mit der Begründung in dubio pro reo (lat. „Im Zweifel für den Angeklagten“) ab, da die Niederlande die Vorlage von Beweismitteln verweigert hätten. Vom Ruhrgebiet zog er 1961 nach Ingolstadt und arbeitete bis zur Rente bei der Auto Union GmbH (heute Audi) als Angestellter.
2004 ersuchten die Niederlande um Übernahme der Vollstreckung der Strafe durch den deutschen Justizvollzug, das Landgericht Ingolstadt wertete die Düsseldorfer Entscheidung von 1957 jedoch als Strafklageverbrauch und lehnte sowohl Vollstreckungsübernahme als auch weitere Ermittlungen ab.
2006 schaltete sich die Zentrale Stelle der Landesjustizverwaltungen zur Aufklärung nationalsozialistischer Verbrechen erfolglos in die Angelegenheit ein.
Auf Intervention des Simon Wiesenthal Centers, das Faber auf dem fünften Platz der Liste von international gesuchten NS-Verbrechern führte, einer Initiative von 150 Jerusalemer Anwälten, des israelischen Justizministeriums und der Holocaust-Gedenkstätte Yad Vashem und dem Antrag des israelischen Justizministers Jaakov Neeman kam 2010 wieder Bewegung in die Angelegenheit: Bundesjustizministerin Sabine Leutheusser-Schnarrenberger, die sich 2009 bereits irritiert über die Haltung der Ingolstädter Justiz gezeigt hatte, ersuchte ihre bayerische Kollegin Beate Merk um Prüfung der Angelegenheit. Das bayerische Justizministerium reagierte zurückhaltend: Es müssten „neue, bislang nicht bekannte Tatsachen“ vorliegen, um das niederländische Urteil vollstrecken zu können.
Am 25. November 2010 erließen die Niederlande einen Europäischen Haftbefehl gegen Faber.
Am 18. Mai 2011 entschied die Münchner Generalstaatsanwaltschaft, dass Faber aufgrund seiner fehlenden Zustimmung nicht an die Niederlande ausgeliefert werden könne.
Im Januar 2012 wurde bekannt, dass die Ingolstädter Staatsanwaltschaft beim Landgericht Ingolstadt den Vollzug der Haftstrafe in Deutschland beantragt hatte.
Am Rande seines zweitägigen Staatsbesuchs zum Feiertag der Befreiung vom Nationalsozialismus 2012 in den Niederlanden zeigte der deutsche Bundespräsident Joachim Gauck Verständnis für das niederländische Interesse an einer Strafverfolgung, verwies jedoch auf die Unabhängigkeit der Justiz. Zuvor hatte es dort eine öffentliche Diskussion darüber gegeben, ob der Besuch insbesondere im Hinblick auf diesen Feiertag angemessen sei, solange Faber nicht ausgeliefert war.
Faber verstarb kurz danach im Klinikum Ingolstadt an einem Nierenversagen.